# アンドレアス・トーライ
アンドレアス・トーライ(ドイツ語: Andreas Thorey、1912年11月3日 - 1944年4月18日)は、ドイツの軍人。最終階級は陸軍少佐。第二次世界大戦ではドイツ陸軍第94偵察大隊に所属し、柏葉付騎士鉄十字章を受章している。
1944年4月18日にドニエストル川付近で戦死し、死後少佐へと昇進した。

## 叙勲
- 鉄十字章
  - 二級鉄十字勲章1939年章 (1940年6月21日)[1]
  - 一級鉄十字勲章1939年章 (1941年7月18日)[1]
- 戦傷章
  - 戦傷章黒章
- 一般突撃章
- 騎士鉄十字章
  - 騎士鉄十字章 (1943年4月6日)[2]
  - 柏葉付騎士鉄十字章 (1943年12月7日)[3]